# Transport en Floride

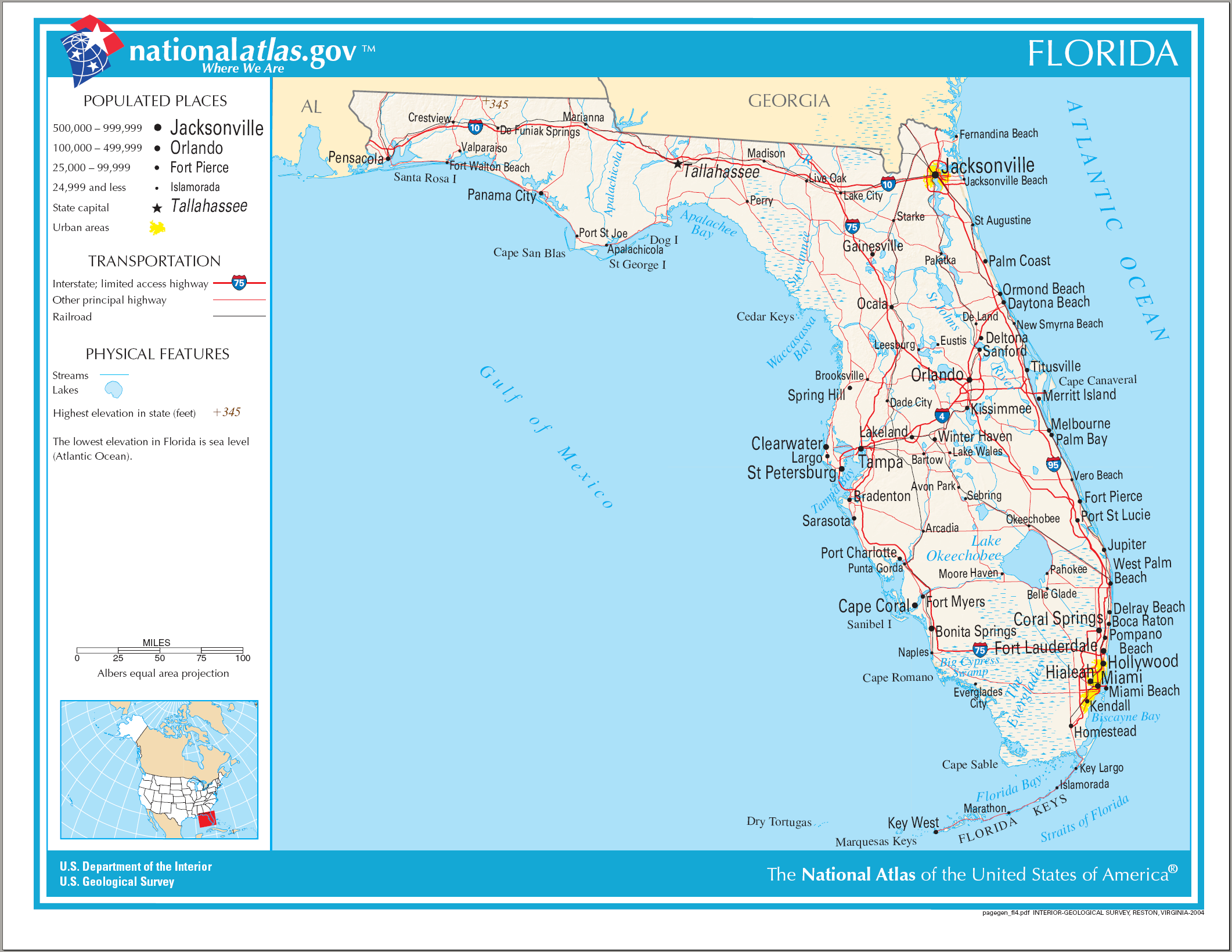
Carte routière de Floride

L’État de Floride est desservi par une importante variété de moyens de transport, parmi lesquels des Interstate highways, des U.S. Routes, des State Routes, des lignes de chemin de fer Amtrak, des trains de banlieue et des liaisons aériennes.
La desserte du territoire floridien par le réseau des transports est facilitée par la taille de l’État et l'absence de montagnes. Les transports sont administrés par le département des Transports de Floride.

## Transports routiers
Les principales routes dépendent du département des Transports de Floride. La longueur cumulée du réseau autoroutier fait 18 358 km, dont 2 371 km sont des interstate highways. 
Le système des autoroutes d’État (State Highway System) s'étend sur près de 19 500 km et relie les principales villes. La longueur cumulée des autres routes publiques atteint les 177 000 km.
Les principales autoroutes sont : 
- l’Interstate 4 qui relie Tampa, Lakeland, Orlando et Daytona Beach, et qui possède des jonctions avec l’Interstate 95 à Daytona Beach et l’Interstate 75 à Tampa.
- l’Interstate 10 qui traverse le nord de la Floride et le Panhandle et qui relie entre elles les villes de Jacksonville, Lake City, Tallahassee et Pensacola, avec des jonctions avec l’Interstate 95 à Jacksonville l’Interstate 75 à Lake City.
- l’Interstate 75 qui entre en Floride près der Lake City et continue vers le sud par Gainesville, Ocala, l’est de Tampa, Bradenton, Sarasota, Fort Myers et Naples. À Naples, elle traverse l’Alligator Alley comme route à péage vers Fort Lauderdale avant de bifurquer vers le sud et de se terminer à Hialeah/Miami Lakes ; elle possède des jonctions avec l'Interstate 10 à Lake City et l'Interstate 4 à Tampa.

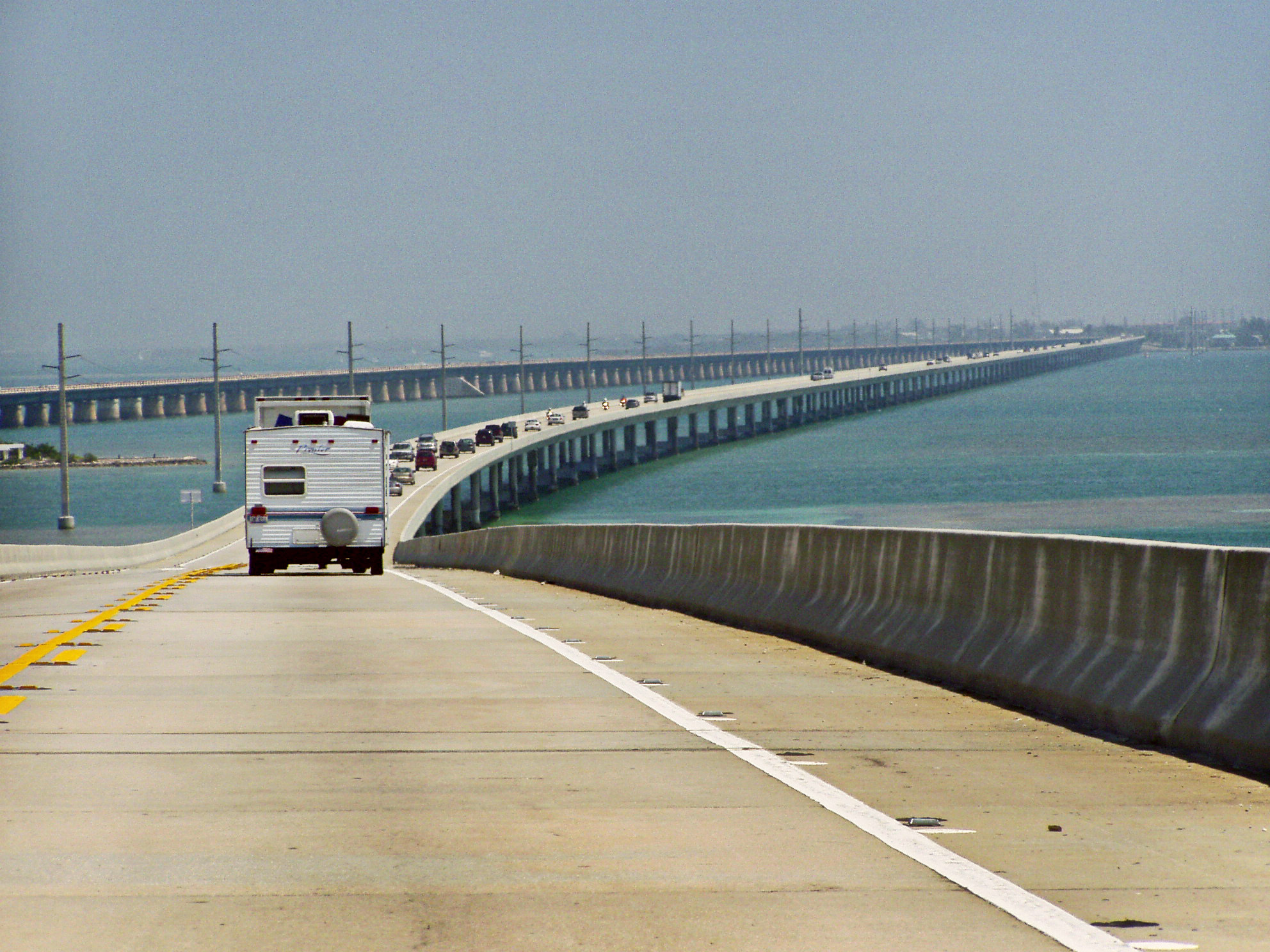
Seven Miles Bridge, dans les Keys au sud de la Floride

- l’Interstate 95 entre en Floride près de Jacksonville et longe la côte atlantique par Daytona Beach Melbourne/Titusville, Palm Bay, Vero Beach, Fort Pierce, Port Sainte-Lucie, Stuart, West Palm Beach, Fort Lauderdale et se termine à Downtown Miami ; elle possède des jonctions avec l’Interstate 10 à Jacksonville et l’Interstate 4 à Daytona Beach.

L'U.S. Route 1 relie Key West à la frontière canadienne 3 846 km plus au nord. Elle passe ensuite par les Keys grâce à 42 ponts dont le Seven Mile Bridge, le plus long de Floride avec 10,8 km. Cette section de l’US Route 1 appelée Overseas Highway, est longue d'environ 150 km. Elle rejoint le continent au sud de Miami et se dirige vers le nord en longeant la côte. C'est à partir de l'US 1 que l'Interstate 95 démarre au centre de Miami.
Les autres grands ponts de Floride sont le Sunshine Skyway Bridge (baie de Tampa : 8,9 km) et le Buckman Bridge (Jacksonville : 4,9 km).

## Liaisons ferroviaires
Le système des voies ferroviaires est long de quelque 4 500 km et permet l’acheminement des marchandises et des matières premières.
Un projet de construction d’un système de lignes ferroviaires à grande vitesse reliant les principales villes entre elles a été proposé aux électeurs en 2000 et 2004.
La société Amtrak exploite plusieurs lignes de train : l’Auto Train (1 376 km) relie Lorton, Virginie (près de la capitale fédérale Washington) et Sanford (près d’Orlando), avec possibilité d’embarquer sa voiture. Orlando constitue le terminal est de la Sunset Limited, qui traverse le sud des États-Unis depuis Los Angeles en passant par Houston et La Nouvelle-Orléans. Miami est reliée à New York par deux lignes : la Silver Star (2 449 km) et la Silver Meteor (2 235 km).

## Aéroports

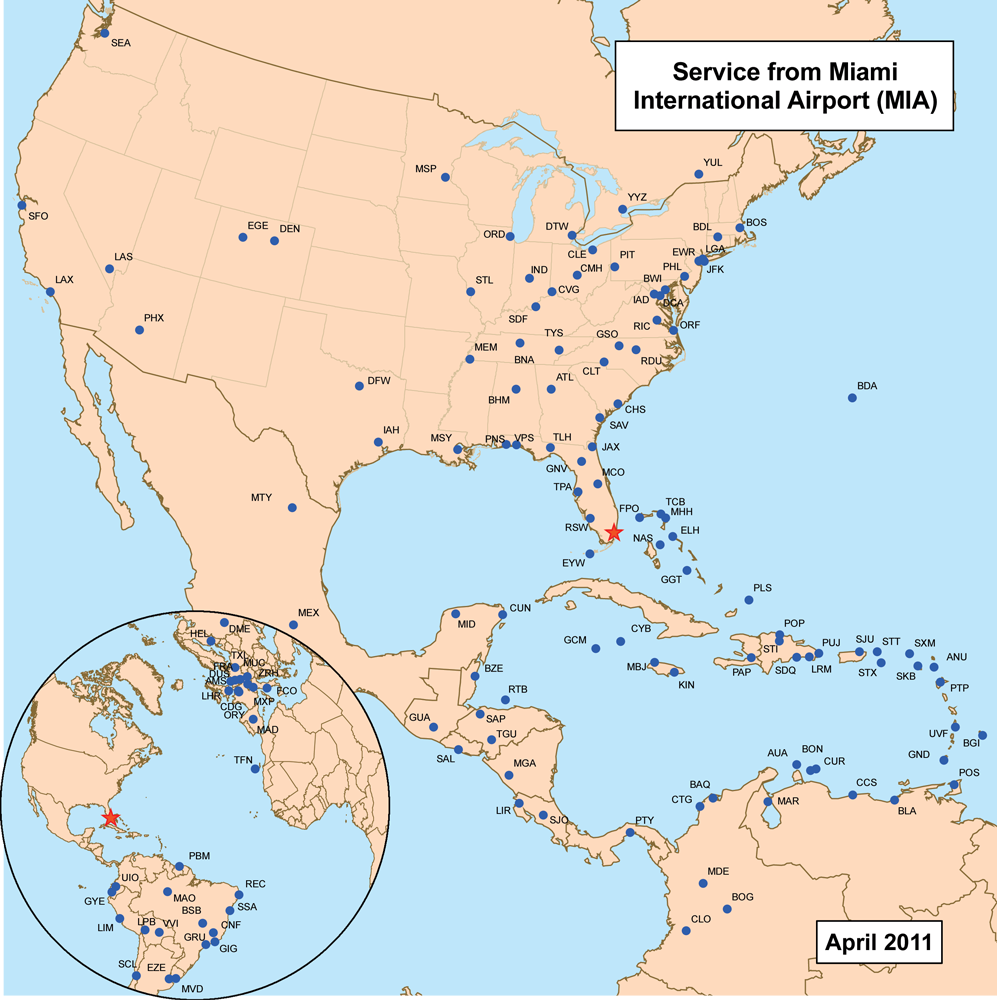
Liaisons de l'aéroport de Miami

La Floride possède 19 aéroports commerciaux reliés à 120 destinations aux États-Unis et à l’étranger. 70 millions de passagers passent chaque année dans les aéroports floridiens dont 44 millions visitent l’État. En 2007, plus de 4,8 millions de tonnes de fret ont transité par les aéroports de Floride.
Les principaux aéroports de Floride par le nombre de passagers sont l’aéroport international d'Orlando (34,1 millions de passagers en 2006), l’aéroport international de Miami (32,5 millions), l’aéroport international de Fort Lauderdale-Hollywood (22,3 millions) et l’aéroport international de Tampa (19 millions). Les aéroports secondaires sont l’aéroport international de Southwest Florida (Fort Myers, 7,5 millions), l’aéroport international de Palm Beach (West Palm Beach, 7 millions) et l’aéroport international de Jacksonville (5,7 millions). Parmi les aéroports régionaux de plus d’un million de passagers, on peut citer ceux de Pensacola (1,6 million), Sarasota-Bradenton (1,3 million), Tallahassee (1,1 million) et Sanford (1,6 million).

## Transports en commun
Les transports en commun de Miami sont organisés par le Miami-Dade Transit qui gère le métro (Metrorail), la navette automatique du centre-ville  ainsi que les bus (Metrobus). Le Metrorail offre 36 km de lignes et 22 stations à travers le comté de Miami-Dade. Il est relié à la ligne ferroviaire desservant Fort Lauderdale et West Palm Beach (Tri-Rail). Metromover est un transport hectométrique de trois lignes et 21 stations pour 7,1 km de longueur ; il dessert les quartiers de Midtown Miami et Brickell. En dehors du comté de Dade, la South Florida metropolitan area est desservie par le Broward County Transit et le Palm Tran.
Le Tri-Rail est une ligne de train régional qui s’étend sur 118 km et qui possède 18 gares long de la côte atlantique sud et qui dessert les trois aéroports internationaux de cette région.
Les autres grandes villes possèdent leur réseau de bus : LYNX et LYMMO à Orlando, HARTLINE à Tampa, PSTA dans le comté de Pinellas et la ville de St. Petersburg, VoTran dans le comté de Volusia, Citrus Connection et le Winter Haven Area Transit (WHAT) dans le comté de Citrus (Lakeland, Bartow, Winter Haven, Auburndale).
Tramway, métro et trains de banlieue : 
| Nom                        | Nature                  | Autorité                                  | Lieu                                                    | Longueur (km) | Nombre de stations | Date d’ouverture |
| -------------------------- | ----------------------- | ----------------------------------------- | ------------------------------------------------------- | ------------- | ------------------ | ---------------- |
| Metrorail                  | Métro aérien            | Miami-Dade Transit                        | Comté de Miami-Dade                                     | 36            | 22                 | 1984             |
| Metromover                 | Transport hectométrique | Miami-Dade Transit                        | Miami                                                   | 7,1           | 21                 | 1986             |
| Tri-Rail                   | Train de banlieue       | Miami, Fort Lauderdale et West Palm Beach | South Florida Regional Transportation Authority (SFRTA) | 116           | 18                 | 1987             |
| TECO Line Streetcar System | Tramway                 | Hillsborough Area Regional Transit        | Tampa                                                   | 3,7           | 22                 | 2002             |

## Transport maritime
Il existe 14 ports en eau profonde sur le littoral floridien par lesquels sont passés 121 millions de tonnes de marchandises et plus de 3 millions de conteneurs.
Tampa est le premier port de Floride (vracs, phosphates) et le septième des États-Unis par le tonnage total (environ 50 millions de tonnes de marchandises,). Il est la porte de l’Amérique latine aux États-Unis.